# 少年正義聯盟 (動畫)
《少年正義聯盟》（英語：Young Justice）是2011年美國卡通頻道推出的動畫系列，創建者為布蘭登·維耶蒂（英語：Brandon Vietti）和格雷葛·韋斯曼（英語：Greg Weisman）。該作與DC漫畫公司所推出的同名漫畫系列《少年正義聯盟》雖然有相同的名稱，但是劇情卻沒有很大的關聯。不過兩作都是側重於一群少年超級英雄所組成的團隊的故事。此外劇中並無使用少年正義聯盟這個名稱稱呼主角們組成的團隊，只有直接稱之為「The Team」（小隊）。他們的主要行動就是協助成人超級英雄所組成的團隊正義聯盟，進行一些隱密任務。本作的故事背景被設定發生在DC多重宇宙被闪点事件重组之前的16號地球（英語：Earth-16），本作亦有推出同世界觀的漫畫系列及電玩遊戲。
第二季《少年正義聯盟：入侵》（英語：Young Justice: Invasion）於2013年3月16日結束。直到2016年11月7日，華納兄弟宣布本作推出第三季《少年正義聯盟：局外人》（英語：Young Justice: Outsiders）。而且第三季將會更換播放平台，從原本的卡通頻道移至DC Universe和Netflix播出。2019年7月20日，在聖地亞哥動漫展上，系列創作者Vietti和Weisman宣布DC Universe已經續約了第四季。2020年9月18日，华纳兄弟宣布第四季随其他DC Universe剧集转移至HBO Max。2022年8月17日，由於華納兄弟探索開始逐步整合華納兄弟和探索傳播資源並計劃在2023年關閉HBO Max和Discovery+以便推出全新的統一串流媒體，系列隨絕大多數HBO Max原創作品一並被取消。

## 劇情大綱

### 第一季
一群超級英雄的搭檔羅賓、閃電小子、快手和水少俠不滿自己的導師對他們的過度保護。因此跟班小隊打算以實際行動讓導師們刮目相看，卻意外救出由某個秘密實驗室製造的超人複製人「超級小子」。小隊作為獲得正義聯盟的認同，並提供正義聯盟的舊基地「正義峰」，供這群青少年組成的團隊作為訓練中心及總部使用。由「水少俠」為隊長帶領閃電小子、羅賓、超級小子及火星獵人的姪女火星小姐、綠箭俠的姪女阿提米絲·克羅克組成小隊，後來加入扎坦娜和火箭等人。另一方面，主要反派則是以汪達爾·薩維奇等邪惡勢力領袖所組成的光明會(The Light)對抗。最後雖然解決事件，但是六名正義聯盟的超級英雄曾經消失的16小時卻留下了問題未解。

### 第二季
五年後，羅賓改名夜翼，火星小姐和超級男孩獲得了加入正義聯盟的機會，但決定繼續留在少年正義聯盟。扎坦娜和火箭加入正義聯盟。閃電小子和阿提米絲·克羅克已經退休，而水少俠離開團隊。夜翼擔任團隊領導，培訓師，監護人和聯盟聯絡員。新成員包括野獸男孩、藍甲蟲、新任羅賓、蝙蝠女孩、大黃蜂、湖少俠及神奇女孩，後期加入的脈衝、保衛者。

### 第三季
隨著雷克斯路瑟獲得聯合國秘書長的政治權利，蝙蝠俠率自家小隊離開正義聯盟私下動作。水少俠成為水行俠領導正義聯盟，火星小姐率領小隊。超能力者販賣議題成為多個政治組織的角力戰場。

## 主要人物
羅賓／夜翼／迪克·格雷森（Robin / Nightwing / Dick Grayson）
蝙蝠俠布魯斯·韋恩的養子，在第一季以羅賓作為秘密身分（13歲），第二季之後則改以「夜翼」為超級英雄的代號。如同蝙蝠俠他擅於配合各種道具使用的體術，同時也有高深的駭客技巧和偵查能力。
水少俠／卡德拉·漢姆（Aqualad / Kaldur'ahm）
他是水行俠亞瑟的學徒，也是亞特蘭提斯人。擁有控制水變形成武器的法術能力，背後揹著兩把握柄，可以變形成各種由水組成武器。此外個性冷靜成熟且謙虛，擁有領導天賦的他也是這團隊的領袖。
閃電小子／華利·威斯特（Kid Flash / Wally West）
閃電小子是閃電俠巴里·艾倫的妻姪。擁有天才的化學天份的他自行複製了當初導致巴里變成閃電俠的意外獲得了神速力。他和巴里一樣有因为神速力而要消耗大量能量的副作用，導致他必須經常進食大量零食補充血糖，因此他有一个專門放零食的口袋。雖然比羅賓大兩歲，但成熟度和他一樣。
超級小子／康纳·肯特（Superboy / Conner Kent）
被小隊從基因工程實驗室的卡德摩斯計畫救出後就住在快樂港基地。他是結合超人的氪星人及路瑟的地球人基因製造的克隆體實驗品，由於只有一半的氪星基因所以他無法擁有像超人一般的能力（如無法使用熱射線），但是依然保有強壯的體力並以跳躍取代飛行。他的個性一开始非常自大倔強，但後來漸漸地改變。
火星小姐／梅甘恩·摩爾茲／梅根·摩斯（Miss Martian / M'gann M'orzz / Megan Morse）
她是火星獵人的姪女，同樣擁有變形及心電感應等火星能力，不過她後來自白她是一个白火星人。梅根·摩斯這個地球化名原自於她喜歡的一部地球情劇喜劇中女主角的名字。
阿提米斯／母老虎／阿提米斯·克羅克（Artemis / Tigress / Artemis Crock）
她是由綠箭俠介紹而加入團隊的，並沒有公開其秘密身分。後來才自白是反派運動大師和女獵手的女兒，她還有個姊姊柴郡貓也是知名反派。她希望超越自己的血緣，因此向正義聯盟的成員自薦並獲准以匿名身分加入「The Team」。

## 集數
|       | 1 | 26 | 2011年1月7日  | 2012年4月21日 | 第1卷          | 2011年7月19日 | 第1卷         | 2012年7月4日 |
| 第1卷 | 1 | 26 | 2011年1月7日  | 2012年4月21日 | 2011年10月25日 | 第2卷         | 2012年7月4日  |              |
| 第3卷 | 1 | 26 | 2011年1月7日  | 2012年4月21日 | 2012年2月21日  | 第3卷         | 2013年3月27日 |              |
| 第4卷 | 1 | 26 | 2011年1月7日  | 2012年4月21日 | 2012年7月31日  | 第4卷         | 2013年6月26日 |              |
|       | 2 | 20 | 2012年4月28日 | 2013年3月16日 | 第1卷          | 2013年1月22日 | 第1卷         | 不適用       |
| 第2卷 | 2 | 20 | 2012年4月28日 | 2013年3月16日 | 2013年7月16日  | 第2卷         | 不適用        |              |

## 發行

### 播出
- 中国由中央电视台少儿频道播出[15]。

### 家庭媒體
每卷光碟包含四集動畫，發行的三卷光碟中包刮了動畫第一季的前半段集數，之後三卷光碟以「fun-pack」的形式售出。
| DVD標題                                  | 發行日期       | 集數  | 光碟數量 |
| ---------------------------------------- | -------------- | ----- | -------- |
| 少年正義聯盟：第一季，第一卷             | 2011年7月19日  | 1-4   | 1        |
| 少年正義聯盟：第一季，第二卷             | 2011年10月25日 | 5-8   | 1        |
| 少年正義聯盟：第一季，第三卷             | 2012年2月21日  | 9-12  | 1        |
| 少年正義聯盟：危險秘密（第一季，上）     | 2012年7月31日  | 13-26 | 2        |
| 少年正義聯盟入侵：宿命呼喚（第二季，上） | 2013年1月22日  | 1-10  | 2        |
| 少年正義聯盟入侵：幻象遊戲（第二季，下） | 2013年7月16日  | 11-20 | 2        |
| 少年正義聯盟（藍光）                     | 2014年8月12日  | 1-26  | 2        |
| 少年正義聯盟：入侵（藍光）               | 2014年11月18日 | 1-20  | 2        |

## 其他媒體

### 其他剧集/电影的客串
| 年份 | 剧集/电影名称          | 集数         | 客串角色                                    | 备注 |
| ---- | ---------------------- | ------------ | ------------------------------------------- | --- |
| 2015 | 《少年悍將 GO！》      | 第二季32集   | 水少侠（卡德拉·汉姆）、超级小子、火星小姐   | 由于在本剧中罗宾和闪电小子已经存在，故少正世界观中的罗宾和闪电小子并未客串。 在本集中的客串形象均与少正的画风相同。                                                                |
| 2014 | 《史酷比：格鬥狂熱迷》 | NA           | 阿提米絲·克羅克與神力女孩、扎坦娜和火星小姐 | 作為主場觀眾一起出現 |
| 2018 | 《電影少年悍將 GO！》  | N/A          | 超级小子、火星小姐（暂定）                  | 以反派形式（主要反派控制）登场。 设定根据《少年悍將 GO！》中俏嬌娃的头发设定，本作中火星小姐的发色也从少正中的红色改为了粉红色。 本作中的客串形象均改为了《少年悍將 GO！》的画风。 |
| 2019 | 少年正義聯盟           | 第三季第12集 | 末日巡邏隊及火星小姐                        | 本集人皮獸的其中一段內心世界以《少年悍將 GO！》畫風呈現並出現末日巡邏隊的成員及火星小姐                                                                                            |

### 電子遊戲
以《少年正義聯盟》為基礎的電子遊戲《少年正義聯盟：遺產》於2013年11月在任天堂3DS、Microsoft Windows、PlayStation 3和Xbox 360上發行。《少年正義聯盟：遺產》原本決定於在Wii和Wii U上發行，但是因為品質問題而取消了。遊戲由Little Orbit發行並由自由工廠工作室開發，遊戲中包刮了12名可操作角色和12名反派。時間設定第一季與第二季間。

## 獲獎與提名
| 年分 | 獎項                 | 分類                  | 附註                                                                  | 結果 |
| ---- | -------------------- | --------------------- | --------------------------------------------------------------------- | ---- |
| 2011 | 艾美獎               | 傑出動畫個人獎        | 菲利普·布拉薩，負責國家獨立日該集                                     | 獲獎 |
| 2013 | 第40屆日間時段艾美獎 | 傑出動畫混音獎        | 艾瑞克·路易斯和卡羅斯·桑奇斯                                          | 提名 |
| 2014 | 第41屆日間時段艾美獎 | 傑出動畫混音獎        | 艾瑞克·路易斯和卡羅斯·桑奇斯                                          | 提名 |
| 2014 | 網路影片和電視聯合獎 | 最佳動畫影集獎        |                                                                       | 獲獎 |
| 2014 | 網路影片和電視聯合獎 | 最佳配音演出 （兩次） | 梅·惠特曼配音「神力少女」凱西·桑茲馬克 米格爾·費雷爾配音汪達爾·薩維奇 | 提名 |

《少年正義聯盟》被網站TV.com票選為『2012年最佳動畫影集』的第三名。（第1和第2名分別為《彩虹小馬：友情就是魔法》及《降世神通：珂拉傳說》）在2013年節目宣布取消時，則名列第5名。